# Sofijski filmski festival
Sofijski filmski festival (bugarski: Международен София Филм Фест, София Филм Фест), poznatiji i kao Sofija Film Fest, međunarodni je filmski festival koji se održava svake godine početkom ožujka u Sofiji, glavnom gradu Bugarske. Jedan je od najpoznatijih europskih filmskih festivala na području Istočne i Jugoistočne Europe, a američki filmski tjednik »Variety« uvrstio ga je među 50 međunarodnih filmskih fesitvala koje se ne smije propustiti. Na festivalu se prikazuju filmovi svih rodova i žanrova, gostuju poznati glumce te se održavaju dramske radionice za djecu i mlade.
Festival se održava pod pokroviteljstvom bugarskog Ministarstva kulture, Nacionalne palače kulture, Nacionalnog filmskog centra i Bugarske nacionalne televizije.
Prvo izdanje festivala održano je 1997., a od tada je prikazano preko 1.600 filmskih uradaka uz gostovanja 1.000 dramskih umjetnika iz cijele Europe i svijeta.

## Vanjske poveznice
- Službene stranice festivala (bug.) (engl.)
- Ministarstvo kulture Bugarske (bug.) (engl.)
- Nacionalna palača kulture (bug.)
- Nacionalni filmski centar Bugarske (bug.)